# Sigmatostalix brevicornis
Sigmatostalix brevicornis là một loài thực vật có hoa trong họ Lan. Loài này được Königer & J.Portilla mô tả khoa học đầu tiên năm 2000.